# Oliver Marach
Oliver Marach (sinh ngày 16 tháng 7 năm 1980) là một vận động viên quần vợt chuyên nghiệp người Áo. Thứ hạng đánh đơn ATP cao nhất của anh là vị trí số 82 trên thế giới mà anh đạt được vào ngày 7 tháng 8 năm 2005. Thứ hạng đánh đôi cao nhất của anh là vị trí số 2 trên thế giới vào ngày 28 tháng 5 năm 2018, sau khai anh đã vô địch danh hiệu Grand Slam đầu tiên tại Giải quần vợt Úc Mở rộng 2018 vào Tháng 1 vào chung kết giải Masters đầu tiên trong sự nghiệp của anh tại Monte Carlo vào Tháng 4, cả hai đều với Mate Pavić.

## Các trận chung kết quan trọng

### Chung kết giải Grand Slam

#### Đôi: 3 (1 danh hiệu, 2 á quân)
| Kết quả | Năm  | Giải đấu     | Mặt sân | Đồng đội   | Đối thủ                             | Tỉ số                          |
| ------- | ---- | ------------ | ------- | ---------- | ----------------------------------- | ------------------------------ |
| Á quân  | 2017 | Wimbledon    | Cỏ      | Mate Pavić | Łukasz Kubot Marcelo Melo           | 7–5, 5–7, 6–7(2–7), 6–3, 11–13 |
| Vô địch | 2018 | Úc Mở rộng   | Cứng    | Mate Pavić | Juan Sebastián Cabal Robert Farah   | 6–4, 6–4                       |
| Á quân  | 2018 | Pháp Mở rộng | Đất nện | Mate Pavić | Pierre-Hugues Herbert Nicolas Mahut | 2–6, 6–7(4–7)                  |

### Chung kết Masters 1000

#### Đôi: 1 (1 á quân)
| Kết quả | Năm  | Giải đấu            | Mặt sân | Đồng đội   | Đối thủ              | Tỉ số         |
| ------- | ---- | ------------------- | ------- | ---------- | -------------------- | ------------- |
| Á quân  | 2018 | Monte-Carlo Masters | Đất nện | Mate Pavić | Bob Bryan Mike Bryan | 6–7(5–7), 3–6 |

## Chung kết sự nghiệp ATP
| Chú thích                         |
| --------------------------------- |
| Giải Grand Slam (1–2)             |
| ATP World Tour Finals (0–0)       |
| ATP World Tour Masters 1000 (0–1) |
| ATP World Tour 500 Series (3–5)   |
| ATP World Tour 250 Series (17–16) |

| Danh hiệu theo mặt sân |
| ---------------------- |
| Cứng (9–4)             |
| Đất nện (12–16)        |
| Cỏ (0–4)               |
| Thảm (0–0)             |

| Kết quả | T-B   | Ngày             | Giải đấu                         | Thể loại      | Mặt sân  | Đồng đội             | Đối thủ                                | Tỉ số                          |
| ------- | ----- | ---------------- | -------------------------------- | ------------- | -------- | -------------------- | -------------------------------------- | ------------------------------ |
| Loss    | 0–1   | tháng 5 năm 2006 | Pörtschach Open, Austria         | International | Clay     | Cyril Suk            | Paul Hanley Jim Thomas                 | 3–6, 6–4, [5–10]               |
| Loss    | 0–2   | Th7 năm 2006     | Swedish Open, Sweden             | International | Clay     | Christopher Kas      | Jonas Björkman Thomas Johansson        | 3–6, 6–4, [4–10]               |
| Loss    | 0–3   | Th7 năm 2006     | Austrian Open Kitzbühel, Austria | Intl. Gold    | Clay     | Cyril Suk            | Philipp Kohlschreiber Stefan Koubek    | 2–6, 3–6                       |
| Loss    | 0–4   | Th4 năm 2007     | Grand Prix Hassan II, Morocco    | International | Clay     | Łukasz Kubot         | Jordan Kerr David Škoch                | 6–7(4–7), 6–1, [4–10]          |
| Win     | 1–4   | Th9 năm 2007     | Romanian Open, Romania           | International | Clay     | Michal Mertiňák      | Martín García Sebastián Prieto         | 7–6(7–2), 7–6(10–8)            |
| Win     | 2–4   | Th3 năm 2008     | Mexican Open, Mexico             | Intl. Gold    | Clay     | Michal Mertiňák      | Agustín Calleri Luis Horna             | 6–2, 6–7(3–7), [10–7]          |
| Loss    | 2–5   | Th3 năm 2009     | Mexican Open, Mexico             | 500 Series    | Clay     | Łukasz Kubot         | František Čermák Michal Mertiňák       | 6–4, 4–6, [7–10]               |
| Win     | 3–5   | Th4 năm 2009     | Grand Prix Hassan II, Morocco    | 250 Series    | Clay     | Łukasz Kubot         | Simon Aspelin Paul Hanley              | 7–6(7–4), 3–6, [10–6]          |
| Win     | 4–5   | tháng 5 năm 2009 | Serbia Open, Serbia              | 250 Series    | Clay     | Łukasz Kubot         | Johan Brunström Jean-Julien Rojer      | 6–2, 7–6(7–3)                  |
| Win     | 5–5   | Th11 năm 2009    | Vienna Open, Austria             | 250 Series    | Hard (i) | Łukasz Kubot         | Julian Knowle Jürgen Melzer            | 2–6, 6–4, [11–9]               |
| Win     | 6–5   | Th2 năm 2010     | Chile Open, Chile                | 250 Series    | Clay     | Łukasz Kubot         | Potito Starace Horacio Zeballos        | 6–4, 6–0                       |
| Loss    | 6–6   | Th2 năm 2010     | Brasil Open, Brazil              | 250 Series    | Clay     | Łukasz Kubot         | Pablo Cuevas Marcel Granollers         | 5–7, 4–6                       |
| Win     | 7–6   | Th2 năm 2010     | Mexican Open, Mexico (2)         | 500 Series    | Clay     | Łukasz Kubot         | Fabio Fognini Potito Starace           | 6–0, 6–0                       |
| Win     | 8–6   | tháng 5 năm 2010 | Bavarian Championships, Germany  | 250 Series    | Clay     | Santiago Ventura     | Eric Butorac Michael Kohlmann          | 5–7, 6–3, [16–14]              |
| Loss    | 8–7   | Th2 năm 2011     | Chile Open, Chile                | 250 Series    | Clay     | Łukasz Kubot         | Bruno Soares Marcelo Melo              | 3–6, 6–7(3–7)                  |
| Win     | 9–7   | Th2 năm 2011     | Argentina Open, Argentina        | 250 Series    | Clay     | Leonardo Mayer       | Franco Ferreiro André Sá               | 7–6(8–6), 6–3                  |
| Loss    | 9–8   | Th4 năm 2011     | Serbia Open, Serbia              | 250 Series    | Clay     | Alexander Peya       | František Čermák Filip Polášek         | 5–7, 2–6                       |
| Win     | 10–8  | Th7 năm 2011     | German Open, Germany             | 500 Series    | Clay     | Alexander Peya       | František Čermák Filip Polášek         | 6–4, 6–1                       |
| Win     | 11–8  | Th10 năm 2011    | Thailand Open, Thailand          | 250 Series    | Hard (i) | Aisam-ul-Haq Qureshi | Michael Kohlmann Alexander Waske       | 7–6(7–4), 7–6(7–5)             |
| Win     | 12–8  | Th1 năm 2012     | Auckland Open, New Zealand       | 250 Series    | Hard     | Alexander Peya       | František Čermák Filip Polášek         | 6–3, 6–2                       |
| Loss    | 12–9  | tháng 5 năm 2012 | Open de Nice Côte d'Azur, France | 250 Series    | Clay     | Filip Polášek        | Bob Bryan Mike Bryan                   | 6–7(5–7), 3–6                  |
| Loss    | 12–10 | Th4 năm 2013     | Romanian Open, Romania           | 250 Series    | Clay     | Lukáš Dlouhý         | Max Mirnyi Horia Tecău                 | 6–4, 4–6, [6–10]               |
| Loss    | 12–11 | Th10 năm 2013    | Swiss Indoors, Switzerland       | 500 Series    | Hard (i) | Julian Knowle        | Treat Huey Dominic Inglot              | 3–6, 6–3, [4–10]               |
| Win     | 13–11 | Th2 năm 2014     | Chile Open, Chile (2)            | 250 Series    | Clay     | Florin Mergea        | Juan Sebastián Cabal Robert Farah      | 6–3, 6–4                       |
| Loss    | 13–12 | Th7 năm 2014     | Swedish Open, Sweden             | 250 Series    | Clay     | Jérémy Chardy        | Johan Brunström Nicholas Monroe        | 6-4, 6–7(5–7), [7–10]          |
| Loss    | 13–13 | Th2 năm 2015     | Rio Open, Brazil                 | 500 Series    | Clay     | Pablo Andújar        | Martin Kližan Philipp Oswald           | 6–7(3–7), 4–6                  |
| Loss    | 13–14 | Th3 năm 2015     | Argentina Open, Argentina        | 250 Series    | Clay     | Pablo Andújar        | Jarkko Nieminen André Sá               | 6–4, 4–6, [7–10]               |
| Loss    | 13–15 | Th8 năm 2015     | Swiss Open, Switzerland          | 250 Series    | Clay     | Aisam-ul-Haq Qureshi | Aliaksandr Bury Denis Istomin          | 6–3, 2–6, [5–10]               |
| Win     | 14–15 | Th1 năm 2016     | Chennai Open, India              | 250 Series    | Hard     | Fabrice Martin       | Austin Krajicek Benoît Paire           | 6–3, 7–5                       |
| Win     | 15–15 | Th2 năm 2016     | Delray Beach Open, United States | 250 Series    | Hard     | Fabrice Martin       | Bob Bryan Mike Bryan                   | 3–6, 7–6(9–7), [13–11]         |
| Loss    | 15–16 | Th6 năm 2016     | Stuttgart Open, Germany          | 250 Series    | Grass    | Fabrice Martin       | Marcus Daniell Artem Sitak             | 7–6(7–4), 4–6, [8–10]          |
| Loss    | 15–17 | Th10 năm 2016    | Shenzhen Open, China             | 250 Series    | Hard     | Fabrice Martin       | Fabio Fognini Robert Lindstedt         | 6–7(4–7), 3–6                  |
| Loss    | 15–18 | Th10 năm 2016    | Vienna Open, Austria             | 500 Series    | Hard (i) | Fabrice Martin       | Łukasz Kubot Marcelo Melo              | 6–4, 3–6, [11–13]              |
| Loss    | 15–19 | Th6 năm 2017     | Stuttgart Open, Germany          | 250 Series    | Grass    | Mate Pavić           | Jamie Murray Bruno Soares              | 7–6(7–4), 5–7, [5–10]          |
| Loss    | 15–20 | Th6 năm 2017     | Antalya Open, Turkey             | 250 Series    | Grass    | Mate Pavić           | Robert Lindstedt Aisam-ul-Haq Qureshi  | 5–7, 1–4 ret.                  |
| Loss    | 15–21 | Th7 năm 2017     | Wimbledon, United Kingdom        | Grand Slam    | Grass    | Mate Pavić           | Łukasz Kubot Marcelo Melo              | 7–5, 5–7, 6–7(2–7), 6–3, 11–13 |
| Win     | 16–21 | Th7 năm 2017     | Swiss Open, Switzerland          | 250 Series    | Clay     | Philipp Oswald       | Jonathan Eysseric Franko Škugor        | 6–3, 4–6, [10–8]               |
| Win     | 17–21 | Th10 năm 2017    | Stockholm Open, Sweden           | 250 Series    | Hard (i) | Mate Pavić           | Aisam-ul-Haq Qureshi Jean-Julien Rojer | 3–6, 7–6(8–6), [10–4]          |
| Win     | 18–21 | Th1 năm 2018     | Qatar Open, Qatar                | 250 Series    | Hard     | Mate Pavić           | Jamie Murray Bruno Soares              | 6–2, 7–6(8–6)                  |
| Win     | 19–21 | Th1 năm 2018     | Auckland Open, New Zealand (2)   | 250 Series    | Hard     | Mate Pavić           | Max Mirnyi Philipp Oswald              | 6–4, 5–7, [10–7]               |
| Win     | 20–21 | Th1 năm 2018     | Australian Open, Australia       | Grand Slam    | Hard     | Mate Pavić           | Juan Sebastián Cabal Robert Farah      | 6–4, 6–4                       |
| Loss    | 20–22 | Th2 năm 2018     | Rotterdam Open, Netherlands      | 500 Series    | Hard (i) | Mate Pavić           | Pierre-Hugues Herbert Nicolas Mahut    | 6–2, 2–6, [7–10]               |
| Loss    | 20–23 | Th4 năm 2018     | Monte-Carlo Masters, Monaco      | Masters 1000  | Clay     | Mate Pavić           | Bob Bryan Mike Bryan                   | 6–7(5–7), 3–6                  |
| Win     | 21–23 | tháng 5 năm 2018 | Geneva Open, Switzerland         | 250 Series    | Clay     | Mate Pavić           | Ivan Dodig Rajeev Ram                  | 3–6, 7–6(7–3), [11–9]          |
| Loss    | 21–24 | Th6 năm 2018     | French Open, France              | Grand Slam    | Clay     | Mate Pavić           | Pierre-Hugues Herbert Nicolas Mahut    | 2–6, 6–7(4–7)                  |
| Pending |       | Th7 năm 2018     | German Open, Germany             | 500 Series    | Clay     | Mate Pavić           | Julio Peralta Horacio Zeballos         |                                |

## Thống kê sự nghiệp

### Đơn
| Grand Slam   |     |     |     |     |     |       |     |
| Úc Mở rộng   | A   | 1R  | 1R  | Q1  | Q1  | 0 / 2 | 0–2 |
| Pháp Mở rộng | 1R  | Q1  | 1R  | Q2  | A   | 0 / 2 | 0–2 |
| Wimbledon    | A   | Q1  | 1R  | A   | A   | 0 / 1 | 0–1 |
| Mỹ Mở rộng   | A   | A   | V1  | A   | A   | 0 / 1 | 0–1 |
| Thắng-Bại    | 0–1 | 0–1 | 0–4 | 0–0 | 0–0 | 0 / 6 | 0–6 |

### Đôi
Tính đến Giải quần vợt Pháp Mở rộng 2018.
| Giải đấu                    | 1998                     | 1999                     | 2000                     | 2001                     | 2002                     | 2003                     | 2004                     | 2005                     | 2006                     | 2007                     | 2008                     | 2009          | 2010          | 2011            | 2012            | 2013            | 2014            | 2015            | 2016            | 2017     | 2018     | SR        | T-B       |
| --------------------------- | ------------------------ | ------------------------ | ------------------------ | ------------------------ | ------------------------ | ------------------------ | ------------------------ | ------------------------ | ------------------------ | ------------------------ | ------------------------ | ------------- | ------------- | --------------- | --------------- | --------------- | --------------- | --------------- | --------------- | -------- | -------- | --------- | --------- |
| Giải Grand Slam             |                          |                          |                          |                          |                          |                          |                          |                          |                          |                          |                          |               |               |                 |                 |                 |                 |                 |                 |          |          |           |           |
| Úc Mở rộng                  | A                        | A                        | A                        | A                        | A                        | A                        | A                        | A                        | 1R                       | 3R                       | 1R                       | SF            | 3R            | QF              | 1R              | 1R              | 2R              | 3R              | 2R              | A        | W        | 1 / 12    | 21–11     |
| Pháp Mở rộng                | A                        | A                        | A                        | A                        | A                        | A                        | A                        | A                        | 2R                       | 3R                       | A                        | 2R            | QF            | 1R              | QF              | 3R              | 2R              | 2R              | 2R              | 2R       | F        | 0 / 12    | 21–12     |
| Wimbledon                   | A                        | A                        | A                        | A                        | Q1                       | A                        | A                        | A                        | 2R                       | A                        | 1R                       | QF            | 1R            | A               | 2R              | A               | 1R              | 1R              | 3R              | F        |          | 0 / 9     | 12–9      |
| Mỹ Mở rộng                  | A                        | A                        | A                        | A                        | A                        | A                        | A                        | A                        | 1R                       | A                        | A                        | 1R            | QF            | A               | A               | 2R              | 1R              | 1R              | 2R              | 3R       |          | 0 / 8     | 7–8       |
| Thắng-Bại                   | 0–0                      | 0–0                      | 0–0                      | 0–0                      | 0–0                      | 0–0                      | 0–0                      | 0–0                      | 2–4                      | 4–2                      | 0–2                      | 8–4           | 8–4           | 3–2             | 4–3             | 3–3             | 2–4             | 3–4             | 5–4             | 8–3      | 11–1     | 1 / 41    | 61–40     |
| Giải đấu cuối năm           |                          |                          |                          |                          |                          |                          |                          |                          |                          |                          |                          |               |               |                 |                 |                 |                 |                 |                 |          |          |           |           |
| ATP Finals                  | Không vượt qua vòng loại | Không vượt qua vòng loại | Không vượt qua vòng loại | Không vượt qua vòng loại | Không vượt qua vòng loại | Không vượt qua vòng loại | Không vượt qua vòng loại | Không vượt qua vòng loại | Không vượt qua vòng loại | Không vượt qua vòng loại | Không vượt qua vòng loại | RR            | RR            | Did Not Qualify | Did Not Qualify | Did Not Qualify | Did Not Qualify | Did Not Qualify | Did Not Qualify | RR       |          | 0 / 3     | 4–3       |
| ATP World Tour Masters 1000 |                          |                          |                          |                          |                          |                          |                          |                          |                          |                          |                          |               |               |                 |                 |                 |                 |                 |                 |          |          |           |           |
| Indian Wells                | A                        | A                        | A                        | A                        | A                        | A                        | A                        | A                        | A                        | A                        | A                        | 2R            | A             | 2R              | 2R              | A               | A               | A               | A               | A        | SF       | 0 / 3     | 6–4       |
| Miami                       | A                        | A                        | A                        | A                        | A                        | A                        | A                        | A                        | A                        | A                        | A                        | A             | 1R            | SF              | 2R              | QF              | 2R              | A               | 1R              | 1R       | QF       | 0 / 8     | 9–8       |
| Monte Carlo                 | A                        | A                        | A                        | A                        | A                        | A                        | A                        | A                        | A                        | A                        | A                        | 2R            | QF            | QF              | QF              | A               | 1R              | A               | 1R              | A        | F        | 0 / 7     | 7–7       |
| Madrid                      | Not Held                 | Not Held                 | Not Held                 | Not Held                 | A                        | A                        | A                        | A                        | A                        | A                        | A                        | A             | QF            | 2R              | 1R              | 1R              | A               | A               | A               | 2R       | A        | 0 / 5     | 2–5       |
| Rome                        | A                        | A                        | A                        | A                        | A                        | A                        | A                        | A                        | A                        | A                        | A                        | A             | SF            | QF              | A               | A               | A               | A               | QF              | 2R       | QF       | 0 / 5     | 7–5       |
| Canada                      | A                        | A                        | A                        | A                        | A                        | A                        | A                        | A                        | A                        | A                        | A                        | QF            | 2R            | A               | A               | A               | A               | A               | A               | SF       |          | 0 / 3     | 3–3       |
| Cincinnati                  | A                        | A                        | A                        | A                        | A                        | A                        | A                        | A                        | A                        | A                        | A                        | SF            | SF            | 1R              | A               | A               | A               | A               | A               | 2R       |          | 0 / 4     | 4–4       |
| Thượng Hải                  | Not Held                 | Not Held                 | Not Held                 | Not Held                 | Not Held                 | Not Held                 | Not Held                 | Not Held                 | Not Held                 | Not Held                 | Not Held                 | QF            | SF            | 2R              | A               | A               | A               | A               | 1R              | QF       |          | 0 / 5     | 4–5       |
| Paris                       | A                        | A                        | A                        | A                        | A                        | A                        | A                        | A                        | A                        | A                        | A                        | 1R            | QF            | QF              | A               | A               | A               | A               | A               | A        |          | 0 / 3     | 2–3       |
| Thắng-Bại                   | 0–0                      | 0–0                      | 0–0                      | 0–0                      | 0–0                      | 0–0                      | 0–0                      | 0–0                      | 0–0                      | 0–0                      | 0–0                      | 5–6           | 9–8           | 8–8             | 4–4             | 2–2             | 1–2             | 0–0             | 2–4             | 5–6      | 8–4      | 0 / 44    | 44–44     |
| Giải đấu đại diện quốc gia  |                          |                          |                          |                          |                          |                          |                          |                          |                          |                          |                          |               |               |                 |                 |                 |                 |                 |                 |          |          |           |           |
| Thế vận hội                 | Không tổ chức            | Không tổ chức            | A                        | Không tổ chức            | Không tổ chức            | Không tổ chức            | A                        | Không tổ chức            | Không tổ chức            | Không tổ chức            | A                        | Không tổ chức | Không tổ chức | Không tổ chức   | A               | Không tổ chức   | Không tổ chức   | Không tổ chức   | TK              | Not Held | Not Held | 0 / 1     | 2–1       |
| Davis Cup                   | A                        | A                        | A                        | A                        | A                        | A                        | A                        | A                        | PO                       | A                        | A                        | A             | A             | 1R              | QF              | PO              | A               | Z1              | A               | A        | Z1       | 0 / 2     | 4–3       |
| Thống kê sự nghiệp          |                          |                          |                          |                          |                          |                          |                          |                          |                          |                          |                          |               |               |                 |                 |                 |                 |                 |                 |          |          |           |           |
|                             | 1998                     | 1999                     | 2000                     | 2001                     | 2002                     | 2003                     | 2004                     | 2005                     | 2006                     | 2007                     | 2008                     | 2009          | 2010          | 2011            | 2012            | 2013            | 2014            | 2015            | 2016            | 2017     | 2018     | Sự nghiệp | Sự nghiệp |
| Danh hiệu / Chung kết       | 0 / 0                    | 0 / 0                    | 0 / 0                    | 0 / 0                    | 0 / 0                    | 0 / 0                    | 0 / 0                    | 0 / 0                    | 0 / 3                    | 1 / 2                    | 1 / 1                    | 3 / 4         | 3 / 4         | 3 / 5           | 1 / 2           | 0 / 2           | 1 / 2           | 0 / 3           | 2 / 5           | 2 / 5    | 4 / 7    | 21 / 45   | 21 / 45   |
| Tổng số T-B                 | 0–0                      | 0–0                      | 1–1                      | 1–1                      | 0–3                      | 0–0                      | 0–0                      | 0–1                      | 21–17                    | 14–10                    | 8–10                     | 46–27         | 38–26         | 39–25           | 16–16           | 21–24           | 16–26           | 22–26           | 42–26           | 38–22    | 37–7     | 360–268   | 360–268   |
| Xếp hạng cuối năm           | 793                      | 828                      | 264                      | 233                      | 169                      | 463                      | 213                      | 153                      | 40                       | 48                       | 69                       | 13            | 11            | 17              | 48              | 38              | 67              | 48              | 33              | 19       |          | 57%       | 57%       |